# Kaba-Kaba
Kaba-Kaba is een bestuurslaag in het regentschap Tabanan van de provincie Bali, Indonesië. Kaba-Kaba telt 6705 inwoners (volkstelling 2010).